# Psychologický experiment
Psychologický experiment patří mezi základní metody psychologického výzkumu. Na rozdíl od jiných výzkumných metod (pozorování, dotazník, korelační analýza aj.) slouží, stejně jako ostatní experimentální metody, k určení kauzálního (příčinného) vztahu mezi zkoumanými proměnnými. Experiment však také vyžaduje teoretický rámec.

## Podmínky experimentu
Aby bylo možné říct, že určité proměnné jsou příčinou jiných proměnných, musejí být splněny přinejmenším tři podmínky:
1. příčina musí časově předcházet následku;
2. příčina i následek musejí spolu kovariovat (společně kolísat, měnit se);
3. alternativní vysvětlení změn následku změnou příčiny neexistuje, nebo je nepravděpodobné.

Splnění těchto podmínek je nutnou podmínkou vnitřní validity experimentu. V psychologii se splnění výše uvedených podmínek zajišťuje třemi kroky:
1. Manipulace s nezávislou proměnnou – příčinou jevu. Pokud má příčina předcházet následku, je nutné prvně manipulovat právě s příčinou, a až poté sledovat její efekt.
2. Změření závislé proměnné – změření změny důsledku či efektu nezávislé proměnné.
3. Kontrola intervenující proměnné – tedy všech dalších jevů, které zasahují do procesu a také ovlivňují změny závislé proměnné, a vyloučit tak alternativní vysvětlení. Právě to je nejtěžší součástí psychologického experimentu, protože jev zpravidla nemá jen jedinou příčinu.

## Vnější proměnné
Klasifikace vnějších proměnných je pro experimentátora přínosná, protože mu může pomoci snáze se nad možnými alternativními vysvětleními zamyslet a lépe je při designování výzkumného plánu eliminovat. Jako vnější proměnné bývají uváděny:
- Historie – sem spadá například předchozí zkušenost zkoumaných osob či jiné předchozí vlivy před zahájením experimentu.
- Zrání a přirozený vývoj – zejména u experimentů trvajících delší dobu může dojít k přirozenému vývoji, který lze snadno zaměnit za důsledek manipulace nezávislou proměnnou.
- Neekvivalentnost skupin – protože v psychologickém experimentu se zpravidla porovnává výzkumná skupina s kontrolní skupinou, tyto dva výzkumné soubory musí vykazovat ve zkoumaných charakteristikách obdobné vlastnosti. Velký rozdíl by mohl mít za následek odlišné výsledky, zaměnitelné s vlivem experimentálního zásahu u výzkumné skupiny. Pro zajištění ekvivalence se používá řada postupů, například vyvažování, znáhodňování a jiné.
- Efekt měření – člověk se může naučit na některý test odpovídat „správným způsobem“. Například samotné opakované měření inteligence by vedlo k vyšším výsledkům při opakovaném měření, snadno zaměnitelným s vlivem experimentálního zásahu.
- Chyba měření – chybu může vykazovat i samotné měření, dané například nízkou reliabilitou použitého měřícího nástroje.
- Experimentální mortalita – pokud celý výzkumný proces neabsolvují všechny zkoumané osoby, může existovat důvodné podezření, že výzkum dokončily zkoumané osoby s jinými charakteristikami, než mají osoby, které výzkum nedokončily. Výzkumná skupina ze začátku a z konce měření je jiná a nemusí být ekvivalentní.
- Reaktivita pokusných osob – zkoumaná osoba může od experimentátora očekávat nějaký záměr, a nechová se proto přirozeně. V případě výzkumu v medicíně či psychoterapii se tak může projevit placebo efekt. Vyhnout se tomu lze prostřednictvím slepého pokusu, kdy zkoumaná osoba neví, co se od ní očekává.
- Očekávání ze strany experimentátora – samotný výzkumník může nevědomky zkreslit data v očekávání nějakých výsledků. Zabránit tomu lze taktéž dvojitým či trojitým slepým pokusem.

Kromě metod kontroly vnějších proměnných výše lze dále použít například jejich eliminaci, tedy nastavení experimentu tak, aby se vnější proměnná nemohla projevit. Další metodou je potom třeba její transformace na nezávislou proměnnou, kdy s ní výzkumník začne manipulovat stejně, jako s ostatními nezávislými proměnnými a při zjišťování výsledku experimentů s ní přímo počítá jako s příčinou zkoumaných jevů.

## Fáze psychologického experimentu
Psychologický experiment se vyznačuje čtyřmi hlavními fázemi. Jsou to:
1. přípravná koncepční fáze;
2. variace podmínek;
3. kontrola rušivých vlivů;
4. sociální vztah mezi pokusnou osobou (osobami) a experimentátorem.

### Přípravná koncepční fáze
Jedná se o vytvoření modelu podmínek, v němž je zkoumaný proces. Ten musí být izolován od vztahů k jiným proměnným. Teoretické výpovědi musí být převedeny na výpovědi o faktech, která byla pozorována. V této fázi tedy vzniká jakýsi plán pokusu, kdy experimentátor navrhne pokusnou situaci, zvolí instrumenty a naplánuje způsob vyhodnocení experimentu.

### Variace podmínek
Je klíčovým principem psychologického výzkumu. Dochází zde k obměňování podmínek (nezávislá proměnná), aby experimentátor zjistil, zda na ní závislá proměnná vykazuje systematickou změnu.
Při pokusu s laboratorní myší, které experimentátor dává elektrické šoky, je nezávislou proměnnou postupně se zvyšující dávky elektrického proudu, které obměňuje experimentátor. Závislou proměnnou je reakce myši (chování, pokus o útěk, míra svalového napětí, rezignace, atd.).

### Kontrola rušivých vlivů
Jedná se o snahu eliminovat nežádoucí (neplánované) proměnné, se kterými model experimentu nepočítá. Může se jednat o fyzický nebo psychický stav zkoumané osoby, hluk, neplánovaná bolest hlavy zkoumané osoby apd., tedy vlivy, které mohou ovlivnit chování zkoumané osoby a tak ovlivnit výsledky experimentu. U variant reakcí se proto rozlišuje mezi pravou a chybnou variantou. Pravá varianta je taková změna, která lze vyvodit z obměňování nezávislé proměnné. Chybná varianta vzniklá z náhodné a neplánované chyby. Systematické chyby ovlivňují reakce jen jedním směrem, a lze je proto předvídat. Náhodné i systematické chyby musí být omezovány kontrolami.

#### Kontrola výběru
Je způsob jak se experimentátor ujistí, že zkoumaný vzorek (skupina) je skutečně reprezentativní. Jednotlivci, tvořící zkoumané skupiny, jsou vybíráni náhodně. Tuto skupinu označujeme jako pokusnou skupinu.
Experimentátor má obvykle za úkol dokázat, že chování pokusné skupiny se změní, změní-li se nezávislá proměnná. U skupiny, u níž se nezávislá proměnná nemění, by tak mělo zůstat její chování stejné. Tuto skupinu označujeme jako kontrolní skupinu.
Z tohoto důvodu je nutné, aby mezi pokusnou a kontrolní skupinou neexistoval rozdíl ve zkoumaném chování. Tvoření skupin se vždy uskutečňuje pomocí náhody, aby se zabránilo výběru pokusných osob.

#### Statistická kontrola
Je možnost podrobit výsledek experimentu pomocí statistických metod. To je užitečné ve chvíli, kdy se během experimentu vyskytnou neplánované proměnné, které ovlivní zkoumané proměnné. Vliv těchto neplánovaných vlivů lze pomocí statistických metod oddělit od vlivu nezávislých proměnných.

#### Statistická inference
Obsahuje hodnocení parametrů a přezkoušení hypotéz. Využívat lze jen u náhodných vzorků a výpovědích, pro které je důležitá pravděpodobnost. Jestliže se po skončení experimentu ukáže rozdíl mezi pokusnou a kontrolní skupinou, je nutné ověřit, zda je tím hypotéza potvrzena, tedy zdali je to opravdu nezávislá proměnná, která je zodpovědná za rozdíl). Vychází se z nulové hypotézy (rozdíl je dílem náhody) a pomocí statistického testu lze pak zjistit, zda je rozdíl dostatečně velký na to, aby se náhoda mohla vyloučit. Vyvrácení nulové hypotézy tak znamená potvrzení pracovní hypotézy.
Základem pro veškerou testovou psychologii je Gaussovo rozložení četnosti, neboli normální rozdělení.